# Eliška Walterová
Eliška Walterová (* 13. července 1943, Humpolec) je vysokoškolská profesorka, která se zabývá srovnávací pedagogikou, vzdělávací politikou, školním vzděláváním a tvorbou kurikula. Je spoluzakladatelkou České asociace pedagogického výzkumu, členkou Vědeckých a Oborových rad na českých univerzitách. Od roku 2004 působí v exekutivě Světové rady společností srovnávací pedagogiky (WCCES). Založila odborný časopis Orbis scholae.

## Studium a kariéra
Absolvovala Filozofickou fakultu Univerzity Karlovy (1965), poté působila jako středoškolská učitelka na Střední průmyslové škole potravinářské technologie v Pardubicích. V letech 1969-1975 byla aspirantkou v PÚJAK ČSAV. Do roku 1989 zde pracovala jako vědecko-výzkumná pracovnice. Od roku 1990 pracuje na Pedagogické fakultě UK v Praze. Zde vybudovala Ústav výzkumu a rozvoje vzdělávání, vědecké pracoviště pedagogického výzkumu, v letech 1998-2013 byla jeho ředitelkou.

## Členství
Je členkou Vědecké rady Pedagogické fakulty UK, Fakulty přírodovědné, humanitní a pedagogické TUL, Fakulty humanitních studií UTB a členkou oborových rad na PedF UK, FF MU, FHS UTB a FMV VŠE v Praze. Je předsedkyní Mezinárodní redakční rady časopisu Orbis scholae, členkou redakčních rad časopidů Pedagogika, Studia paedagogica, recenzentkou mezinárodních periodik zabývajících se vzděláváním.

## Ocenění
- Bronzová medaile Univerzity Karlovy (1998)
- Zlatá medaile Univerzity Mateja Bela v Banské Bystrici (2013)
- Čestná medaile Pedagogické fakulty Univerzity Karlovy (2016)
- Cena Milady Paulové v oblasti věd o výchově a vzdělávání (2018) za přínos české vědě[1]

## Publikace
- Průcha, J. & Walterová, E. (1983) Budeme celý život žáky? Úvahy o budoucnosti vzdělávání. Praha: Mladá fronta.
- Průcha, J. & Walterová, E. (1992) Education in a Changing Society: Czechoslovakia. Praha: H+H Publishers.
- Walterová, E. (1994) Kurikulum: Proměny a trendy v mezinárodní perspektivě. Brno: Masarykova univerzita.
- Walterová, E. (1996) Závěrečné zkoušky na střední škole v zahraničí. Praha: UIV.
- Walterová, E. & Ježková, V. (1997) Vzdělávání v zemích Evropské unie. Praha: UK-PedF.
- Walterová, E. a kol. (1997) Objevujeme Evropu. Kniha pro učitele. Praha: UK-PedF.
- Walterová, E. a kol. (2004) Úloha školy v rozvoji vzdělanosti. Brno: PAIDO.
- Walterová, E. (2006) Srovnávací pedagogika. Vývoj a proměny v globálním kontextu. Praha: UK-PedF.
- Walterová, E. et al. (2010) Školství-věc (ne)veřejná? Názory veřejnosti na školu a vzdělávání. Praha: Karolinum.
- Walterová, E. a kol. (2011) Dva světy základní školy? Úskalí přechodu z 1. na 2. stupeň. Praha: Karolinum.
- Ježková, V. Walterová, E. & Abankina, T. I. (2013) Školní vzdělávání v Ruské federaci.
- Walterová, E. (2010) Teacher Education and Training in the Czech Republic. In: International Handbook on Teacher Education World-Wide. Athens: Atrapos, pp. 175-194.
- Průcha, J., Walterová, E. Mareš, J. Pedagogický slovník. Praha: Portál, 1995-2013 (7. rozšířené a aktualizované vydání).
- Šťastný, V., Walterová, E. & Siao-chu Ču (2021) Školní vzdělávání v Číně. Praha: Karolinum.